# The Compleat Albert Collins
| Recensione | Giudizio |
| ---------- | -------- |
| AllMusic   |          |

The Compleat Albert Collins è un album del chitarrista blues statunitense Albert Collins, pubblicato dalla Imperial Records nel maggio del 1970.

## Tracce

### LP (1970, Imperial Records,  LP-12449)
Lato A
1. Soul Food – 2:08 (Albert Collins)
2. Jam It Up – 2:28 (Albert Collins)
3. Do What You Want to Do – 2:50 (Albert Collins)
4. Black Bottom Bayou – 2:13 (Stephen Hollister)
5. Junkey Monkey (Strumentale) – 2:19 (musica: Stephen Hollister)
6. 69 Underpass Roadside Inn (Strumentale) – 2:50 (musica: Albert Collins)

Durata totale: 14:48
Lato B
1. I Need You So – 2:57 (Ivory Joe Hunter)
2. Bitsey (Strumentale) – 2:18 (musica: Glenn Sutton, Lynn Anderson, Ross Wingo)
3. Coon 'n Collards (Strumentale) – 2:25 (musica: Bill Rice, Jerry Foster)
4. Blend Down and Jam (Strumentale) – 2:02 (musica: Albert Collins)
5. Sweet 'n Sour (Strumentale) – 2:16 (musica: Stephen Hollister)
6. Swamp Sauce (Strumentale) – 2:22 (musica: Stephen Hollister)

Durata totale: 14:20

## Musicisti
- Albert Collins – voce, chitarra elettrica
- Altri musicisti non accreditati

### Produzione
- Bill Hall – produzione
- Registrazioni effettuate al Jack Clement Recording Studio di Nashville, Tennessee
- Charlie Tallent – ingegnere delle registrazioni
- Ron Wolin – grafica e design copertina album originale
- Herb Kravitz – foto copertina album originale[3]